# Avenger-Klasse (1940)
Die Avenger-Klasse war eine Klasse von vier Geleitflugzeugträgern, die während des Zweiten Weltkriegs auf alliierter Seite zum Einsatz kam.

## Allgemeines
Im Rahmen des amerikanischen Lend-Lease-Act vom 18. Februar 1941, welcher Rüstungshilfe für gegen die Achsenmächte kämpfende Staaten ermöglichte, wurden durch Großbritannien mehrere Geleitflugzeugträger bestellt. Hierfür wurden bereits im Bau befindliche Rümpfe des C3-Frachters verwendet, welche durch das Unternehmen Sun Shipbuilding in Serie produziert wurden. Die Rümpfe wurden anschließend durch verschiedene amerikanische Werften entsprechen ihrem neuen Bestimmungszweck umgebaut.
Ursprünglich war geplant alle vier Schiffe der Klasse an die britische Marine abzugeben. Die HMS Charger wurde allerdings durch die amerikanische Marine einbehalten und unter Beibehaltung des Namens als USS Charger (CVE-30) in Dienst gestellt. Die in britischen Dienst stehenden Schiffe wurden hauptsächlich zur U-Boot-Abwehr verwendet, die Amerikaner benutzten die USS Charger dagegen im Pazifik zum Transport und zur Luftraumüberwachung.

## Einheiten
| Name        | Bauwerft                  | Kiellegung        | Stapellauf        | Indienststellung | Verbleib |
| ----------- | ------------------------- | ----------------- | ----------------- | ---------------- | --- |
| HMS Avenger | Sun Shipbuilding, Chester | 28. November 1939 | 27. November 1940 | 2. März 1942     | am 15. November 1942 durch U 155 vor Gibraltar versenkt |
| Biter       | Sun Shipbuilding, Chester | 28. Dezember 1939 | 18. Dezember 1940 | 1. Mai 1942      | am 9. April 1945 an die französische Marine abgegeben, als Dixmunde in Dienst, am 24. Januar 1951 außer Dienst später Rückgabe an die amerik. Marine und im Juni 1966 als Zielschiff versenkt            |
| HMS Charger | Sun Shipbuilding, Chester | 19. Januar 1940   | 1. März 1941      | 2. Oktober 1941  | am 4. Oktober 1941 an die amerikanische Marine abgegeben, als USS Charger (CVE-30) in Dienst, am 15. März 1946 außer Dienst und Januar 1947 zu kommerziellen Zwecken verkauft, 1969 zum Abbruch verkauft |
| Dasher      | Sun Shipbuilding, Chester | 14. März 1940     | 12. April 1941    | 1. Juli 1942     | am 27. März 1943 nach interner Explosion gesunken |

## Technische Beschreibung

### Rumpf und Antrieb
Der Rumpf eines Trägers der Avenger-Klasse war über alles 150,0 Meter lang, 23,7 Meter breit und hatte bei einer Einsatzverdrängung von 15.125 Tonnen einen Tiefgang von 7,66 Metern. Der Antrieb erfolgte durch vier Dieselmotoren mit denen eine Gesamtleistung von 8.500 PS (6.252 kW) erreicht wurde. Die Leistung wurde an eine Welle mit einer Schraube abgegeben. Die Höchstgeschwindigkeit betrug 16,5 Knoten (31 km/h).

### Luftgruppe
Die Luftgruppe der Träger bestand in britischen Diensten aus 15 Flugzeugen, welche sich aus einer wechselnden Anzahl von Jagdflugzeugen und Torpedobombern zusammensetzte.